# Estación Almendral
Almendral fue una estación de ferrocarril que se hallaba dentro de la comuna de Vicuña, en la Región de Coquimbo de Chile. Fue parte del ramal La Serena-Rivadavia, y actualmente se encuentra inactiva dado que la línea fue levantada.

## Historia
La estación fue una de las construidas para el segundo tramo del ferrocarril que unía La Serena con Rivadavia y que fue inaugurado en 1885 entre las estaciones Marquesa y Vicuña, originalmente bajo el nombre de «Agua de Pangue».
Enrique Espinoza consigna la estación en 1897 bajo su nombre original, mientras que José Olayo López en 1910 y Santiago Marín Vicuña en 1910 también la incluyen en sus listados de estaciones ferroviarias, esta vez bajo el nombre de «Almendral». La estación se encontraba a una altitud de 432 m s. n. m.
La estación fue suprimida mediante decreto del 12 de agosto de 1959. Con el cierre de todos los servicios de la Red Norte de la Empresa de los Ferrocarriles del Estado en junio de 1975, que implicó también el cierre del ramal La Serena-Rivadavia, la estación Almendral fue cerrada y posteriormente fue vendida. Actualmente la estación se encuentra habitada.